# Black MIDI
Black MIDI је музички жанр који се састоји од композиција које користе MIDI датотеке за стварање песме, садрже велики број нота, по правилу, на хиљаде или милионе, а понекад милијарде. Људи који праве Black MIDI-је познати као блекери. Међутим, не постоје специфични критеријуми онога што се сматра "црним"; као резултат тога, проналажење тачног порекла Black MIDI-ја је немогуће.

## Порекло и рана историја
Иако оне нису повезане по пореклу, појам немогућег свирања на клавиру је постојала много пре него што је Black MIDI, манифестујући се у раду Конлона Нанкероуа ,где је правио дирке и изузетне сложене музичке композиције и правио исто немогуће Black MIDI.
Black MIDI је први пут примењен од Ширасаги Јуки у извођењу Куро Јуки Гохан "U.N. Owen Was Her?", додатна тема главног непријатеља из серијала видео игара Пројекат Touhou. он је отпремио на сајт Никонико у 2009. години, и да се подигне свест јавности о Black MIDI-ју почео да се шири из Јапана у Кини и Кореји у следеће две године. У почетку године, Black MIDI-ји су представљени визуелно са традиционалним, дворедним клавирским скалама, ,и садржали су само хиљаду нота. Они су прављени са МИДИ-секвенцерима, као што су Music Studio Producer и Singer Song Writer, и да је играо преко MIDI плејера, као што су MAMPlayer и Timidity++. Black MIDI заједнице у Јапану су брзо нестале, јер, по речима Џејсона Нгујена (власника канала Gingeas), група је била "као оне серије, где је мистериозни оснивач цивилизације који није баш познат током емисије".

## Популарност ван Јапана
Популарност Black MIDI-ја је прешао у Европу и САД због видео композиције, аплоудоване од корисника Kakakakaito1998 у фебруару 2011. године, а убрзо након тога, блекери из целог света су почели да повећавају границе, тако што су песме са нотама повећавали у милионе и користећи велики број боја и дезена, да одговара сложености нота. Они су такође формирали сајтове Водич за Black MIDI и Званична Black MIDI вики коју су представили и поставили норму Black MIDI-ја.
Прва од тих песама која је достигла милион нота је "Necrofantasia" из Touhou пројекта од TheTrustedComputer. На крају имена многих Black MIDI видеа показује колико има нота у раду. Број белешки и величине фајлова, које могу да се репродукују су порасле са растом броја процеса које 64-битни софтвер рачунари могу издржати, и док је Black MIDI јапанских видео игара и анимеа до сада уобичајена, жанр савремених поп-песама се појавио, као што су "Wrecking Ball" од Мајли Сајрус. Упркос томе што је има више меморије, још увек постоји Black MIDI датотека, што може довести да це оперативни систем закочи. Два највећа Black MIDI-ја су "Армагедон 3" и "TheTrueEnd", од којих оба садрже максималан број дозвољен у MIDI фајлу (око 93 трилиона). Због природе свог оснивања и њихове огромне величине, они не могу да се репродукују.
Енглески блекери су формирали групе за сарадњу, као што су Black MIDI тим, где они чине МИДИ фајлове заједно, тако да они могу бити аплоудовани касније. Блекери из целог света користе програме, као што су Синтезија,FL Studio, SynthFont, виртуелан Black MIDI клавир, клавир одозго, MIDITrail, vanBasco караоке плаиер, MIDIPlayer (Java програм), MAMPlayer, Music Studio Producer,Singer Song Writer, Томов миди-плејер, TMIDI, и timidity++ да би правили Black MIDI-је. Неки од њих, као што је Џејсон, евидентира МИДИ фајлове спорим темпом и убрзава снимак у видео-едитору, да се избегне кочење компјутера.

## Анализа и пријем
Термин "Black MIDI" потиче од тога што постоји толико много нота у сваком делу, да ће резултат бити да изгледа скоро црно. према подацима блекера TheTrustedComputer, Black MIDI је пре ремикс, него прави жанр, и изведена из идеје "пакао од метака" игре, у којима се учествује "веома много метака у исто време да то око не може издржати." Black MIDI такође се сматра да је дигитални еквивалент, као и одговор,до композитора Конлона Ненкероуа помоћу механичког клавира, који такође учествује експериментисање са неколико нота, да компонује замршене фигуре без руку. Водич за Black MIDI, међутим, негира да је инфлуенса: "Ми верујемо да везе за Конлона Ненкероуа и клавирским песмама иду превише дубоко и оригинални Black MIDI подаци се морају наћи у дигиталном MIDI свету."
Black MIDI-ји су први пут добили пажњу Мајкла Конора, аутора за непрофитне организације уметности Ризом у септембру 2013. године , што је довело пажњу до познатих људи и блогера, укључујући и Акс, Гавкерова Адријане Чен, Џејсона Коткеа, и The Verge. он је добио признање новинара, блогера и електронских музичара, са многим истичући га као препознатљив и привлачан жанр, захваљујући као нормалне клавирске ноте комбинују да се направе нови, апстрактни звуци који нису чути у многим музичким стиловима, као и визуелно представљање ноте. У Hackaday са Елиотом Вилијамсом је нагласио стил као ироничан, с обзиром да брзи темпо арпеђа и "спреј акорд", који су развијени са ограниченим бројевима трака, окупили су се заједно да се направи друге сигнале, што доводи клавир у звук више као чиптјун и мање као прави клавир.